# ورد أركنسوي
ورد أركنسوي (الاسم العلمي:Rosa arkansana) هو نوع من النباتات يتبع جنس الورد من الفصيلة الوردية.